# Ortoreksja
Ortoreksja (orthorexia nervosa; ortho – prawidłowy; orexis – apetyt) – patologiczna koncentracja na spożywaniu zdrowego jedzenia, która prowadzi do znacznych ograniczeń żywieniowych. Ścisła kontrola diety jest próbą osiągnięcia optymalnego zdrowia oraz uniknięcia chorób. Ortoreksja nie została dotąd ujęta w nozologicznych klasyfikacjach, lecz przyjmuje się, że należy ona do spektrum zaburzeń odżywiania. Termin zaproponowany w 1997 roku przez amerykańskiego lekarza Stevena Bratmana.

## Etiologia
Zaburzenie zazwyczaj zaczyna się bardzo łagodnie i początkowo trudno jest wnioskować o jego rozwoju. Przyczyną ortoreksji mogą być zachowania mające na celu poprawę kondycji fizycznej oraz uniknięcie chorób charakterystycznych dla współczesnych społeczeństw. Osoba dotknięta jakimiś dolegliwościami może wprowadzić ograniczenia spożywania pewnych produktów w celu usunięcia złego samopoczucia. Zaburzenie rozwija się w momencie, gdy zwiększa się chęć wykluczania coraz to kolejnych grup pokarmów. W niektórych przypadkach, przyczyną restrykcji dietetycznych jest chęć zmniejszenia masy ciała lub poprawa obecnego stanu zdrowia. Chorzy decydują się wówczas stosować ekstremalnie zdrowe żywienie, aby osiągnąć te cele. Badacze także sugerują, że prawdopodobieństwo rozwoju ortoreksji jest wyższe u osób, które wcześniej zmagały się z zaburzeniami odżywiania. Dowodzą, że czynnikami predysponującymi są: nieprawidłowy stosunek do jedzenia, zachowania obsesyjno-kompulsywne i wyższe wartości BMI.

## Objawy i przebieg
Ortorektycy skupiają się na jakości spożywanej żywności, gdyż jej ilość lub przyjemność wynikająca z jedzenia nie jest istotna. Każda z osób dotkniętych tym zaburzeniem posiada własne, szczegółowe zasady, którymi kieruje się podczas określania założeń swojej diety.
Zaplanowanie posiłków zazwyczaj następuje z wyprzedzeniem i wiąże się z poświęceniem tej czynności kilku godzin. Osoby dotknięte ortoreksją biorą przy tym pod uwagę wiele aspektów. Sprawdzają źródła pochodzenia żywności, poziom jej przetworzenia (poszukują artykułów jak najmniej przetworzonych), sposób przygotowania, zawartość substancji konserwujących, a nawet materiały używane do zapakowania żywności. Częste jest także gromadzenie, ważenie i mierzenie artykułów spożywczych. Ważnym aspektem ortoreksji są także natrętne myśli na temat zdrowego jedzenia.
Oprócz żywności przetworzonej, wykluczone zostają m.in. artykuły mogące potencjalnie zawierać sztuczne dodatki, pestycydy, herbicydy czy metale ciężkie.
Spożywanie posiłków staje się rodzajem rytuału. Chorzy kupują żywność tylko w miejscach, które ich zdaniem posiadają bezpieczne produkty. Zaopatrują się w zaufanych gospodarstwach ekologicznych lub sklepach ze zdrową żywnością. Poświęcają wiele czasu i uwagi na przygotowanie posiłku. Unikają restauracji i barów, gdyż nie są w stanie określić dokładnego pochodzenia żywności tam podawanej. Jeżeli muszą pojawić się w tych miejscach, przynoszą ze sobą własny posiłek.
Przez poświęcanie ogromnej ilości czasu planowaniu, zdobywaniu i przygotowywaniu posiłków, ortorektycy zaczynają się izolować społecznie i wycofywać z życia towarzyskiego. Ma na to wpływ brak zrozumienia ze strony bliskich, jak i to, że osoba chora ocenia ich na podstawie swoich wyborów żywieniowych.
Charakterystyczne dla ortoreksji jest także występujące poczucie winy, lęk czy nawet wstręt do samego siebie. Spowodowane jest to przekonaniem, iż nie sprostało się wymogom diety. Odstępstwa od niej oznaczają kary, które osoba chora sama sobie wyznacza. W przypadkach ekstremalnych, osoba dotknięta ortoreksją woli nie przyjmować żywności w ogóle niż spożyć artykuły, których nie postrzega jako zdrowe i bezpieczne. Wówczas, w skrajnych przypadkach, bezpieczna staje się jedynie woda wyselekcjonowana w specjalny sposób.

## Powikłania
Uporczywe przeświadczenie, że maksymalnie zdrowe żywienie spowoduje życiowe zmiany i rozwiąże problemy ortorektyka może doprowadzić do poważnych konsekwencji. Rezygnując z kolejnych grup produktów, osoba chora doprowadza do sytuacji, w której jej organizm zaczyna być pozbawiony wielu mikro- i makroelementów.
Zaburzenie prowadzi do znacznego spadku masy ciała, a dalej do niedożywienia. Organizm zaczyna chorować, lecz pojawiają się także dysfunkcje życia codziennego czy izolacja społeczna.
Wraz z pogłębianiem się tego zachowania, pojawiają się objawy, które są sygnałem o brakach tych składników. Można wówczas zaobserwować takie dolegliwości, jak:
- bóle głowy
- zawroty głowy
- nudności
- chroniczne zmęczenie
- anemia
- osteoporoza
- zaburzenia pracy jelit
- zwiększona podatność na zakażenia
- utrudniona koncentracja
- kłopoty z pamięcią

Przy tak niekorzystnych warunkach, jakimi są braki mikro- oraz makroskładników, wzrasta prawdopodobieństwo wystąpienia nadciśnienia czy chorób serca. Pogłębione zachowania ortorektywne mogą również prowadzić do zmian nastroju czy depresji.
Wymienia się także inne komplikacje zdrowotne: ogólne osłabienie, znaczny spadek masy ciała, hipotermia, kwasica metaboliczna, rozedma podskórna, rozedma śródpiersiowa, odma opłucnowa, rabdomioliza, podwyższone stężenie AIAT, AspAT i bilirubiny, pancytopenia, niedobory żelaza, witaminy B12 i białka.
Dodatkowo, u kobiet może dojść do ustąpienia miesiączki. Powodem jest niewystarczająca ilość wytwarzanych estrogenów przez organizm, które są niezbędne dla zachowania regularności cyklów menstruacyjnych.
Ortoreksja pogarsza stan zarówno fizyczny, jak i psychiczny pacjenta. Nieleczona może doprowadzić nawet do śmierci.

## Leczenie
Fundamentem leczenia ortoreksji jest stosowanie zbilansowanej diety ułożonej przez lekarza lub specjalistę ds. żywienia oraz wprowadzenie niezbędnej suplementacji witamin i minerałów. Pierwszym etapem jest uzupełnienie niedoborów danych składników, a następnie dyscyplinowanie chorego. Bardzo istotne jest uświadomienie ortorektyka, iż jego zachowania są jedynie pozornie zdrowe, gdyż w rzeczywistości doprowadzają do spustoszenia organizmu. Jeżeli zaakceptowanie oraz stosowanie się do zaproponowanej diety jest dla osoby chorej niemożliwe, należy jak najszybciej zwrócić się do psychoterapeuty. Ortoreksja, podobnie jak anoreksja czy bulimia, często wymaga leczenia terapią.
Zaleca się wprowadzenie terapii poznawczo-behawioralnej oraz farmakoterapii z zastosowaniem selektywnych inhibitorów wychwytu zwrotnego serotoniny.

## Klasyfikacja
Ortoreksja nie została dotąd uwzględniona w klasyfikacji chorób i zaburzeń psychicznych ICD-10, ani w żadnej z dotychczasowych klasyfikacji DSM. Ze względu na liczne obserwacje kliniczne tego zjawiska, podejmuje się próby wprowadzenia narzędzi diagnostycznych identyfikujących ortoreksję. W 2004 roku Donini i wsp. opracowali kwestionariusz ORTO-15, który bierze pod uwagę najczęstsze objawy ortoreksji. Natomiast w 2014 roku Moroze i wsp. opracowali nowe kryteria diagnostyczne skupiające się na czterech obszarach: A – nadmierna koncentracja na zdrowym odżywianiu skupiająca się na jakości i składzie posiłków, B – nadmierna koncentracja na zdrowym żywieniu powodująca zaburzenia zdrowotne lub dystres w zakresie funkcjonowania społecznego, zawodowego, szkolnego, C – zjawisko nie wynika z innych chorób, takich jak: zaburzenie obsesyjno-kompulsywne, schizofrenia lub inna choroba psychiczna, D – zachowanie nie wynika z przekonań religijnych, specjalnych wymagań żywieniowych, alergii pokarmowej lub innej choroby wymagającej specjalnej diety.

## Rozpowszechnienie
Brak danych epidemiologicznych nie pozwala na określenie rozpowszechnienia ortoreksji wśród populacji. Zdania autorów są także podzielone na temat częstości występowania zaburzenia u kobiet i mężczyzn. Niektórzy badacze dowodzą, że ortoreksja w równym stopniu dotyka obu płci, a inni donoszą o częstszym jej występowaniu w grupie kobiet lub mężczyzn.